# Торано Кастело
Тора̀но Кастѐло (на италиански: Torano Castello) е малко градче и община в Южна Италия, провинция Козенца, регион Калабрия. Разположено е на 370 m надморска височина. Населението на общината е 4789 души (към 2012 г.).